# Sociologia matemática
Sociologia matemática é a área da sociologia que utiliza a matemática para a construção de teorias sociais. Tem como objetivo expressar a teoria sociológica, que é forte em conteúdo intuitivo mas fraca de um ponto de vista formal, em termos formais. Os benefícios dessa abordagem incluem maior clareza e capacidade de usar a matemática para derivar implicações de uma teoria que não pode ser alcançada de forma intuitiva.
Seu estilo preferido é encapsulado na expressão "a construção de um modelo matemático"; isso quer dizer que se busca especificar pressupostos sobre fenômenos sociais, exprimindo-os em termos de matemática formal, e fornecer uma interpretação empírica para as ideias. Quer também dizer que se quer deduzir propriedades do modelo e compará-las com dados empíricos relevantes. Os modelos normalmente utilizados em sociologia matemática permitem que os sociólogos entendam como interações locais previsíveis são muitas vezes capazes de extrair padrões globais da estrutura social.